# منسي فهمي
منسي فهمي (7 أبريل 1890 - 5 مايو 1955) ممثل مصري.

## عن حياته
ولد في قرية بني عدي التابعة لمحافظة أسيوط. عمل منسي في سلك القضاء على مدار ست سنوات حتى عام 1911، ثم تعرف على الفنان نجيب الريحاني الذي أقنعه بالعمل معه في المسرح. عمل كذلك في مسارح علي الكسار وفاطمة رشدي. دخل منسي عالم السينما منذ الثلاثينيات.

## من أعماله
وبلغ رصيده من الأفلام أكثر من 50 فيلمًا، منها:
- وخز الضمير 1931
- وداد 1935.
- سلامة في خير 1937
- صرخة في الليل 1940
- أولاد الفقراء 1942
- بنت الشيخ 1943
- الطريق المستقيم 1943
- ماجدة 1943
- نداء الدم 1943
- الجيل الجديد 1945
- غرام الشيوخ 1946
- دايما في قلبي 1946
- الطائشة 1946
- شهرزاد 1946
- قلبي دليلي1947.
- البدوية الحسناء 1947.
- ثمرة الجريمة 1947.
- نور من السماء 1947.
- شبح نص الليل 1947.
- الريف الحزين 1948.
- السعادة المحرمة 1948.
- عاشت في الظلام 1948.
- فتح مصر 1948.
- القاتل 1948.
- حلم ليلة 1949.
- فاعل خير 1953.
- الشيخ حسن 1954.

## الوفاة
توفي بتاريخ 5 مايو عام 1955 عن عمر يناهز 65 عامًا.

## روابط خارجية
- منسي فهمي على موقع IMDb (الإنجليزية)
- منسي فهمي على موقع قاعدة بيانات الأفلام العربية